# Necropolis of Thebes
Necropolis of Thebes (engelska: Western Thebes) är en fornlämning i Egypten.   Den ligger i guvernementet Al-Wadi al-Jadid, i den centrala delen av landet, 500 km söder om huvudstaden Kairo. Necropolis of Thebes ligger 227 meter över havet.
Terrängen runt Necropolis of Thebes är platt åt sydost, men åt nordväst är den kuperad. Runt Necropolis of Thebes är det mycket tätbefolkat, med 1 692 invånare per kvadratkilometer. Närmaste större samhälle är Luxor, 5,7 km sydost om Necropolis of Thebes. Runt Necropolis of Thebes är det i huvudsak tätbebyggt.